# Satinder Singh
Satinder Singh (* 7. Februar 1987) ist ein ehemaliger indischer Leichtathlet, der sich auf den 400-Meter-Hürdenlauf spezialisiert hat.

## Sportliche Laufbahn
Erste internationale Erfahrungen sammelte Satinder Singh im Jahr 2011, als er bei den Asienmeisterschaften in Kōbe in 51,93 s den sechsten Platz belegte. Zwei Jahre später gewann er bei den Asienmeisterschaften in Pune in 50,35 s die Bronzemedaille hinter dem Japaner Yasuhiro Fueki und Cheng Wen aus China. 2014 bestritt er in Lucknow seinen letzten Wettkampf und beendete damit seine Karriere im Alter von 27 Jahren.

## Persönliche Bestzeiten
- 400 m Hürden: 49,99 s, 23. Juni 2012 in Hyderabad